# Die Insel der verlorenen Schiffe (1923)
Die Insel der verlorenen Schiffe (Originaltitel: The Isle of Lost Ships) ist ein US-amerikanisches Abenteuer-Filmdrama aus dem Jahr 1923 von Maurice Tourneur mit Anna Q. Nilsson und Milton Sills in den Hauptrollen. Der Stummfilm wurde von Associated First National Pictures in den Verleih gebracht und basiert auf dem Roman The Isle of Dead Ships von Crittenden Marriott.

## Handlung
Detective Jackson überführt Frank Howard von Südamerika nach New York, dort soll Howard wegen Mordes angeklagt werden. Unterwegs erleidet das Segelschiff Schiffbruch, was nur Jackson, Howard und die wohlhabende Dorothy Fairfax überleben. Das Wrack treibt in die Sargassosee, dort haben Schiffbrüchige eine Anzahl Wracks miteinander verbunden. Unter der Leitung des tyrannischen Peter Forbes leben etwa 50 Personen auf der künstlichen Insel.
Forbes begehrt Dorothy, doch Frank kann durch einen siegreichen Kampf eine Zwangsheirat verhindern. Um Dorothy vor weiteren Nachstellungen zu schützen, heiratet er sie selbst, allerdings nur dem Namen nach. Frank nutzt seine Erfahrungen aus der Vergangenheit, um ein U-Boot auszurüsten und zu fliehen. Er gewinnt Dorothys Liebe und beweist seine Unschuld.

## Hintergrund
Die Dreharbeiten begannen am 20. November 1922. Die Produktion war die erste von vier Filmen des Regisseurs Maurice Tourneur im Rahmen seines Vertrags mit Mike C. Levee.
Vor den Dreharbeiten besuchte Tourneur die Küste von San Francisco auf der Suche nach alten Segelschiffen, die zum Studio transportiert werden sollten. Außenaufnahmen wurden rund um die Seetangbetten in der Nähe der Küstenstadt San Juan Capistrano gedreht. Ende Dezember segelte die Besetzung und die Crew mit der Alexander nach San Francisco, die in den Eröffnungssequenzen des Films zu sehen ist. Tourneurs dreißigköpfige Filmcrew baute zwanzig Nachbildungen von Kriegsschiffen aus dem 19. Jahrhundert für die Szenen in der Sargassosee.
Die Crew baute auch ein U-Boot-Set, das einem echten, der Länge nach geschnittenen Schiff ähnelte. Die Schauspielerin Anna Q. Nilsson wurde am Set von einem großen Affen angegriffen, der ihr in die Schulter biss. Levees Studio öffnete später die Türen für die Öffentlichkeit und ermöglichten Besuchern, Tourneurs Sets zu besichtigen.
1929 produzierte First National ein gleichnamiges Remake als Tonfilm.
Scott R. Beal arbeitete als Regieassistent.
Da keine Kopien von den acht Filmrollen existieren, gilt der Film als verschollen.

## Veröffentlichung
Die Premiere des Films fand am 18. März 1923 statt. In Deutschland passierte der Film die Reichsfilmzensur am 8. Dezember in der Länge von 2366 Metern. 1924 kam er in Österreich in die Kinos.

## Kritiken
Der Kritiker der The New York Times schrieb, der Film sei von überdurchschnittlichem Interesse und weise alle Merkmale einer guten Regie mit viel Liebe zum Detail auf. Tatsächlich halte die Produktion von der Eröffnungsszene bis zu den letzten Metern des Films die Zuschauer bei der Stange.

## Auszeichnungen
1923 wurde der Film mit dem Photoplay Award als bester Film des Monats Juni ausgezeichnet. Ebenfalls ausgezeichnet wurde Milton Sills als bester Darsteller des Monats Juni.